# Valdir Benedito
Valdir Benedito, detto Valdir (Araraquara, 25 ottobre 1965), è un ex calciatore brasiliano, di ruolo centrocampista.

## Carriera

### Club
Iniziò la carriera da calciatore nel 1986 con la piccola società del Ferroviária, per poi trasferirsi alla Platinense nel 1987. Dopo una breve esperienza all'Internacional, passò all'Atlético Paranaense, squadra con la quale vinse il suo primo titolo, il Campeonato Paranaense del 1990. Nel 1992 si trasferì nello stato di Minas Gerais, con l'Atlético Mineiro, con cui vinse il titolo statale nel 1995, prima di espatriare e di trasferirsi al Kashiwa Reysol, in Giappone. Dopo due anni in Asia tornò in patria per giocare con il Cruzeiro, che aveva appena vinto la Coppa Libertadores 1997, vincendovi la Recopa Sudamericana nel 1998. Nel 1999 tornò all'Atlético Mineiro, che vinse due campionati statali consecutivi, e nel 2001 all'Atlético Paranaense, vincendo anche qui il campionato statale; passò poi per l'Avaí, per l'América Mineiro e per il São Raimundo prima di ritirarsi con la maglia dell'Internacional de Limeira.

### Nazionale
Con la Nazionale brasiliana giocò 4 partite, dal 1991 al 1992, venendo incluso nella rosa dei convocati per la Copa América 1991.

## Palmarès

### Club

#### Competizioni statali
- Campeonato Paranaense: 3

Atlético-PR: 1990, 2001
- Campeonato Mineiro: 4

Atlético-MG: 1995, 1999, 2000
Cruzeiro: 1998
- Campeonato Pernambucano: 1

Sport: 1999

#### Competizioni internazionali
- Coppa CONMEBOL: 1

Atlético-MG: 1992
- Recopa Sudamericana: 1

Cruzeiro: 1998